# Congosaurus
Congosaurus è un genere di rettili estinto affine ai coccodrilli. Visse nel Paleocene medio (circa 61-58 milioni di anni fa) e i suoi resti fossili sono stati ritrovati in Africa e in Medio Oriente.

## Descrizione
Questo animale doveva assomigliare molto all'attuale gaviale del Gange (Gavialis gangeticus) a causa dell'estremo allungamento del muso. Le dimensioni dovevano oltrepassare i 5 metri di lunghezza. Il cranio di Congosaurus era notevolmente allungato, e il muso era lungo circa il 65% dell'intera testa. La sinfisi mandibolare era relativamente corta (circa un terzo dell'intera mandibola) e le ossa spleniali erano presenti a circa tre quarti della sinfisi. Le vertebre erano platicele e munite di una robusta spina neurale. L'armatura ventrale era costituita da placche embricate, dal contorno vagamente rettangolare.
Tra le differenze che permettono di distinguere Congosaurus da altri animali simili come Hyposaurus e Rhabdognathus, vi sono il processo anteriore dello jugale che si estende anteriormente verso il prefrontale, il lacrimale estremamente esteso anteriormente, gli alveoli mandibolari posteriori compressi lateralmente, la mandibola alta quanto ampia, 20 denti su ogni ramo mascellare/premascellare (4 premascellari e 16 mascellari) e una finestra mandibolare esterna di piccole dimensioni. 

## Classificazione
Il genere Congosaurus venne descritto per la prima volta da Louis Dollo nel 1914, sulla base di resti fossili ritrovati nella zona di Cabinda, in Angola. La specie tipo, Congosaurus bequaerti, è esclusiva di questo giacimento risalente alla metà del Paleocene. In seguito è stata attribuita al genere Congosaurus anche una specie precedentemente ritenuta appartenere al genere Rhabdognathus (R. compressus). Congosaurus compressus è noto per fossili ritrovati in Mali e in Arabia Saudita (Jouve, 2007).
Congosaurus è un rappresentante dei dirosauridi, un gruppo di crocodilomorfi dalle attitudini acquatiche e dal rostro allungato, tipici del Cretaceo/Paleogene. Dopo essere stato a lungo confuso con i generi Hyposaurus, Dyrosaurus e Rhabdognathus, Congosaurus è stato oggetto di una revisione che ha permesso di distinguerlo dai precedenti generi, soprattutto per la forma del lacrimale e della finestra mandibolare e per caratteristiche della dentatura.

## Paleobiologia
Come tutti i dirosauridi, anche Congosaurus doveva essere un notevole predatore acquatico, che riusciva a catturare prede guizzanti come i pesci grazie al lungo muso armato di forti denti aguzzi.